# Standpoint
Standpoint war eine monatlich erscheinende britische Publikumszeitschrift für Politik und Kultur. Die Erstausgabe erschien im Juni 2008. Die Zeitschrift hatte ihren Sitz in London. Sie wurde 2020 nicht mehr regelmäßig veröffentlicht, und die letzte Ausgabe erschien Mitte 2021.

## Geschichte und Ausrichtung
Das Magazin war im Jahr 2008 von Daniel Johnson, einem früheren Journalisten des Daily Telegraph, gegründet worden. Die erste Printausgabe enthielt ein Interview mit dem damals anglikanischen Bischof Michael Nazir-Ali, der zur Frage der christlichen Identität Großbritanniens Stellung nahm. Das Interview wurde kontrovers diskutiert und verschaffte *Standpoint* gleich zu Beginn eine erhebliche Aufmerksamkeit.
Die Finanzierung für den Start des Magazins war vom marktliberalen Think-Tank Institute of Economic Affairs bereitgestellt worden.
Als publizistische Linie des Magazins definierte Johnson die „Förderung und Verteidigung westlicher Werte“ gegen deren „Feinde von innen und außen“. Ziel sei die Stärkung der liberalen Demokratie, der Marktwirtschaft, der Menschenrechte und der Würde des Individuums. Diese Themen seien nicht zwangsläufig „rechts“; Standpoint solle daher gerade auch jenen linken Stimmen offenstehen, die politisch heimatlos geworden seien, „seitdem die Linke sich nicht mehr einsetzt für die westlichen Werte“. Das Magazin wurde als intellektuelles Organ konservativer Ausrichtung betrachtet und stellte damit in der britischen Medienlandschaft ein Gegenstück zum linksliberalen Magazin Prospect dar.
In Abgrenzung zum traditionellen Blatt der britischen konservativen Intelligenz, dem Wochenmagazin The Spectator, wurde eine stärker internationale, transatlantisch-proamerikanische Linie verfolgt und ein kämpferischer, provokanter Stil gepflegt. Der Chefredakteur Edward Lucas, der von 2019 bis 2020 im Amt war, erklärte: „Wir kämpfen energisch im Kulturkampf, mischen Polemik und Spott und triggern die Leute sehr gerne“.

## Autoren der Zeitschrift
- Michael Burleigh
- David Hockney
- Oliver Letwin
- Nicholas Mosley
- Douglas Murray
- V. S. Naipaul
- Roger Scruton
- Simon Sebag Montefiore
- Tom Stoppard